# SMERSH
 (novembre 2015).
SMERSH (en russe : СМЕРШ, Smerch) est la transcription anglaise d'un acronyme russe pour « Смерть шпионам! », Smert' chpionam!), qui signifie « mort aux espions ! » SMERSH était le nom utilisé pour désigner les services de contre-espionnage militaires soviétiques durant la Seconde Guerre mondiale. Ces organisations étaient chargées d'éliminer les traîtres, déserteurs, espions et éléments criminels de l'Armée rouge. Son chef, Viktor Semionovitch Abakoumov, dépendait directement de Joseph Staline. 
Pendant l'avancée de l'Armée rouge à l'ouest, celle-ci était suivie de bataillons d'agents du SMERSH, qui s'occupaient des missions de contre-espionnage dans les territoires libérés. L'organisation fut aussi chargée de retrouver Hitler mort ou vif à la fin de la guerre.
Le SMERSH fut officiellement dissous en mai 1946.

## Historique
Jusqu'au 3 février 1941, le 4e département de la GUGB (le plus important organe de sécurité au sein du NKVD) était responsable du contre-espionnage militaire des forces armées soviétiques. La liquidation officielle de la GUGB au sein du NKVD a été annoncée le 12 février par ordonnance. Le reste du GUGB a été aboli et le personnel a été transféré dans le nouveau NKGB. Les départements de l'ancien GUGB ont été rebaptisés « directions. » L'ancien 4e département du GUGB a été divisé en trois sections : une section qui s'occupait du contre-espionnage militaire dans les troupes du NKVD (ancienne 11e section du 4e département du GUGB) est devenue 3e département du NKVD ou OKR (Otdel KontrRazvedki). Le chef de l'OKR du NKVD était Aleksander Belyanov, commissaire de la sécurité d'État de 3e rang, et Viktor Abakoumov devint commissaire adjoint du NKVD chargé de superviser ce département et plusieurs autres.

### Opération Barbarossa
Après l'invasion allemande de l'URSS, Staline, le 17 juillet 1941, en tant que président du Comité de défense de l'État, a signé le décret spécial no 187, par lequel le contre-espionnage militaire fut redonné au NKVD sous le nom de direction des départements spéciaux ou UOO, avec Viktor Abakoumov comme chef. À tous les niveaux, l'UOO a reçu beaucoup plus de pouvoirs et de libertés dans la prise de décision qu'à tout autre moment depuis la création de la Tchéka. Le 19 juillet 1941 également, sur ordre du NKVD no 00940, l'UOO a été déplacée de Moscou à la ville de Kouïbychev.
Le 2 juillet 1941, le NKGB a été réintégré dans la structure du NKVD. Le NKGB n'est pas revenu en tant que GUGB, mais en tant qu'unité séparée. L'organisation, qui faisait partie des services secrets soviétiques, a été créée le 19 avril 1943. 
Simultanément à la création de la branche SMERSH de l'Armée rouge (formellement appelée la direction principale du contre-espionnage (GUKR) du commissariat du peuple de la Défense, le NKO), fut aussi mis en place le SMERSH de la Marine soviétique (direction du contre-espionnage (UKR) du commissariat du peuple de la flotte marine militaire) et celui des troupes du NKVD (département de contre-espionnage (OKR) du NKVD).

## Le SMERSH dans la fiction

### James Bond
Malgré la courte période d'activité du SMERSH, le cinéma et la littérature l'ont fait survivre dans la fiction en le plaçant dans des situations bien postérieures à sa réelle existence. Ian Fleming a fréquemment opposé son célèbre agent secret James Bond au SMERSH dans ses romans d'espionnage. Bien que le nom de SMERSH soit utilisé dans quelques films tirés des livres de Fleming (Bons Baisers de Russie, Tuer n'est pas jouer, entre autres), l'agent 007 n'a pas eu à se battre souvent contre un ennemi soviétique. En effet, les producteurs des films adaptés de romans mettant en scène le SMERSH ont préféré remplacer cette agence par l'organisation terroriste SPECTRE.
Le siège du SMERSH, dans le monde de James Bond, se situait à Leningrad. Plus tard, il fut transposé au 13, Sretenka Ulitsa, à Moscou. Son chef était le colonel général Grubozaboyschikov.
Dans la novélisation de son scénario de film L'Espion qui m'aimait, Christopher Wood réactiva le SMERSH, pourtant absent du film.
Dans le film Tuer n'est pas jouer (1987) le général soviétique Georgi Koskov fait croire à James Bond et à ses chefs du MI6 que son chef, le général Pushkin, est devenu fou et a réactivé l'opération « smiert spionom » (« Mort aux espions »), lancée par Staline et arrêtée 20 ans plus tôt. Afin de donner de la crédibilité à ses affirmations, plusieurs agents britanniques sont assassinés sous les yeux de Bond à Gibraltar puis à Vienne, et à chaque fois on retrouve sur la scène du crime l'inscription « smiert spionom ».

### Jeu vidéo
Le jeu vidéo Death to Spies (en anglais : « Mort aux espions ») sorti sur PC en septembre 2007 met le joueur dans la peau d'un agent du SMERSH chargé d'infiltrer les lignes ennemies allemandes lors de la Seconde Guerre mondiale.